# ويليام إيفانز (شاعر)
ويليام إيفانز (بالإنجليزية: William Evans)‏ (و. 1883 – 1968 م) هو شاعر من المملكة المتحدة، وويلز، والمملكة المتحدة لبريطانيا العظمى وأيرلندا، توفي عن عمر يناهز 85 عاماً.

## التعليم
تعلم في جامعة بانغور
.

## روابط خارجية
- ويليام إيفانز على موقع ميوزك برينز (الإنجليزية)
- ويليام إيفانز على موقع ديسكوغز (الإنجليزية)